# Walter Junior SS
Walter Junior SS (Super Sport) byl upravený typ licenčního automobilu Fiat Balilla 508 S, který byl vyráběn v letech 1934-36 českým výrobcem automobilů Akciová společnost Walter, továrna na automobily a letecké motory Praha – Jinonice. Upravený motor z tohoto modelu byl přímým předchůdcem pozdějšího typu Fiat 1100 (1937).

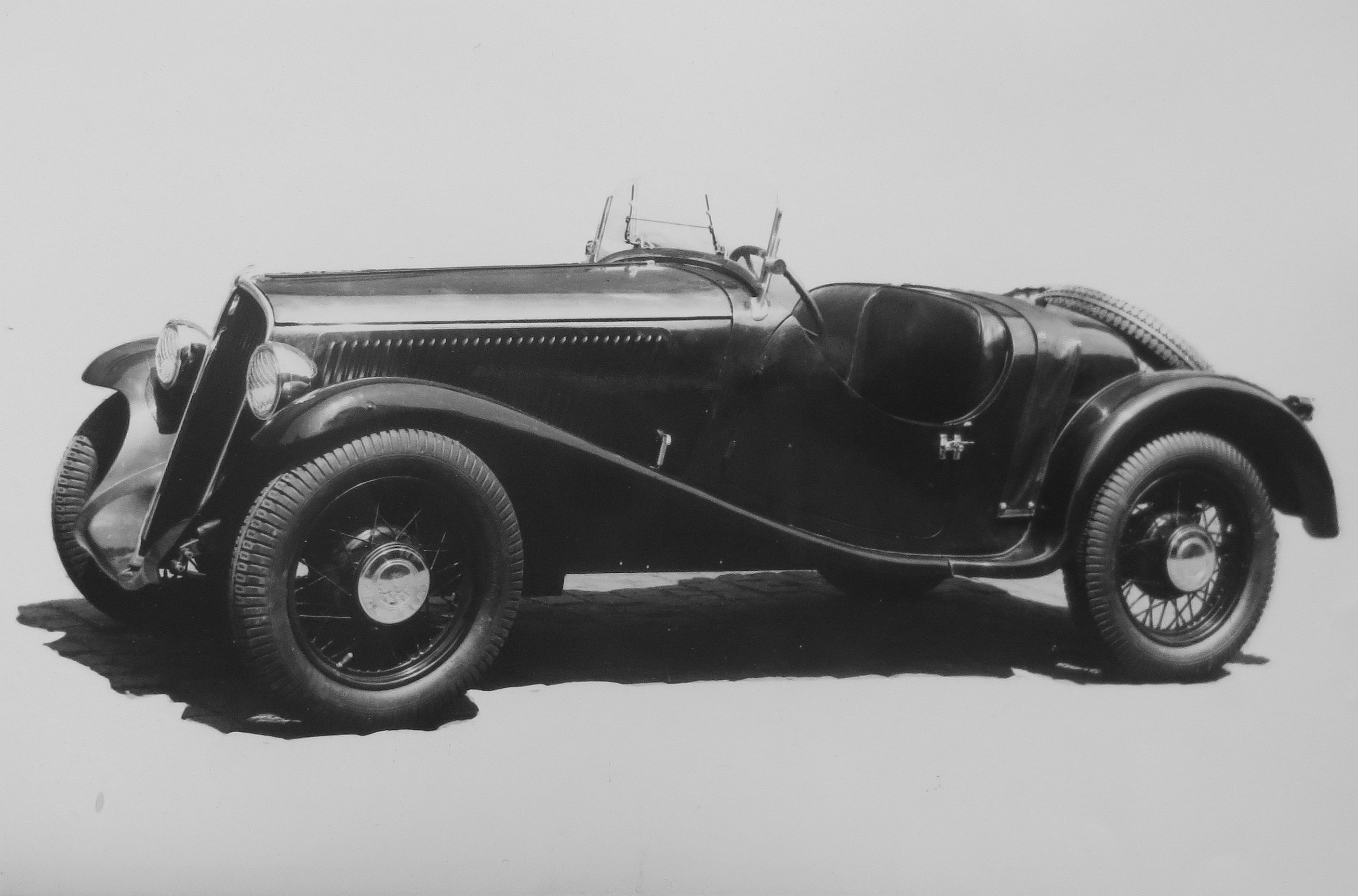
Walter Junior SS (1934) boční pohled

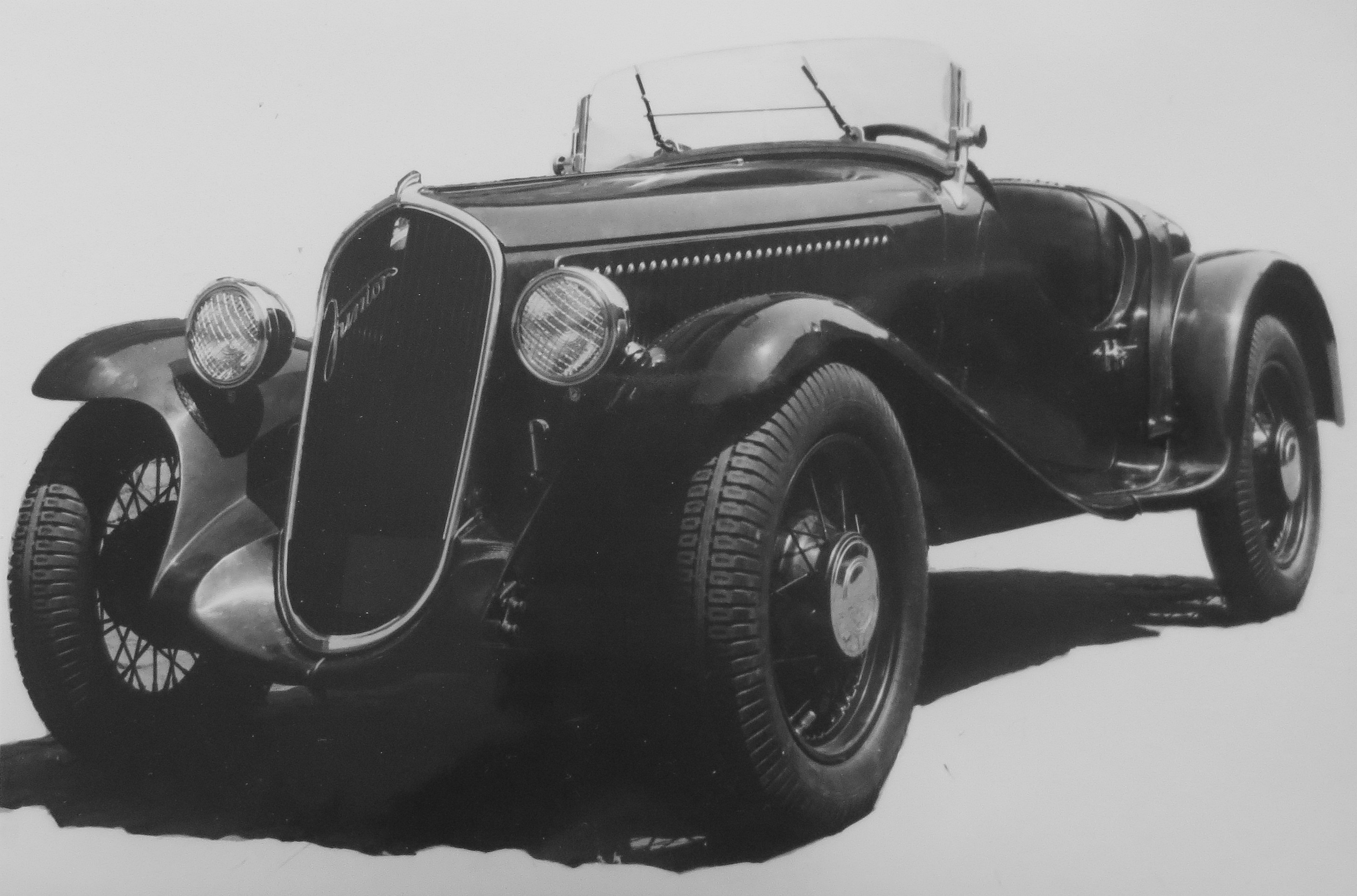
Walter Junior SS (1934) čelní pohled

## Historie
Walter Junior SS byl zkonstruován a vyroben speciálně pro závod 1000 mil československých v roce 1934. Dohromady jich firma vyrobila asi jen dvanáct (ve vlastním závodu 1000 mil jich startovalo 8). Tento automobil může být oprávněně považován za jeden z nejúspěšnějších československých sportovních vozů vyrobených před druhou světovou válkou. Tento typ je velmi ceněn mezi sběrateli historických automobilů díky svým výjimečným vlastnostem, vzhledu a v neposlední řadě i díky nízkému počtu dochovaných kusů. Souboje otevřených Walter Juniorů SS a aerodynamických zetek Z4 Sport patřily v ostrých závodech k nejnapínavějším. Oba vozy jsou živými legendami československého předválečného automobilového průmyslu. Tímto typem ovšem skončila činnost továrny Walter v kategorii sportovních vozů nebo závodních speciálů, nepočítáme-li jednokusovou sérii vozu Walter Standard S z téhož roku. Pouze v roce 1934 můžeme účast v závodech považovat za tovární „vyslance“, v pozdějších letech se spíše jednalo o soukromé aktivity jednotlivých jezdců. Avšak i oni dosahovali v závodech, jak je uvedeno níže, na prašných, mnohde nezpevněných okreskách průměrných rychlosti kolem 90 km/h.

## Motor
Walter Junior SS měl zážehový, kapalinou chlazený řadový čtyřválec (R4) s rozvodem OHV, dva ventily/válec, bez přeplňování, který byl umístěn podél za přední nápravou. Původní motor ze závodního Juniora S byl převrtán o 2 mm na průměru z 65 na 67 mm. Objem válců byl zvětšen na 1057 cm³ při vrtání 67 a zdvihu 75 mm. Některé zdroje uvádějí 1089 cm³, což by znamenalo převrtání na 68 mm. Tuto kubaturu potvrzoval i automobilový závodník na Junioru SS, letec a pozdější dlouholetý šéfredaktor Světa motorů ing. Jaroslav Hausman. Takto upravený motor dosahoval výkonu 35 k/26 kW při 4400 ot/min. Výkon umožňoval maximální rychlost až 125 km/h (ve speciální, závodní úpravě až 150 km/h) při průměrné spotřebě benzínu 9-10 l/100 km. Motor byl standardně umístěn vpředu a měl 3× uložený klikový hřídel. Mechanická čtyřstupňová převodovka (4+1) již s částečnou synchronizací.

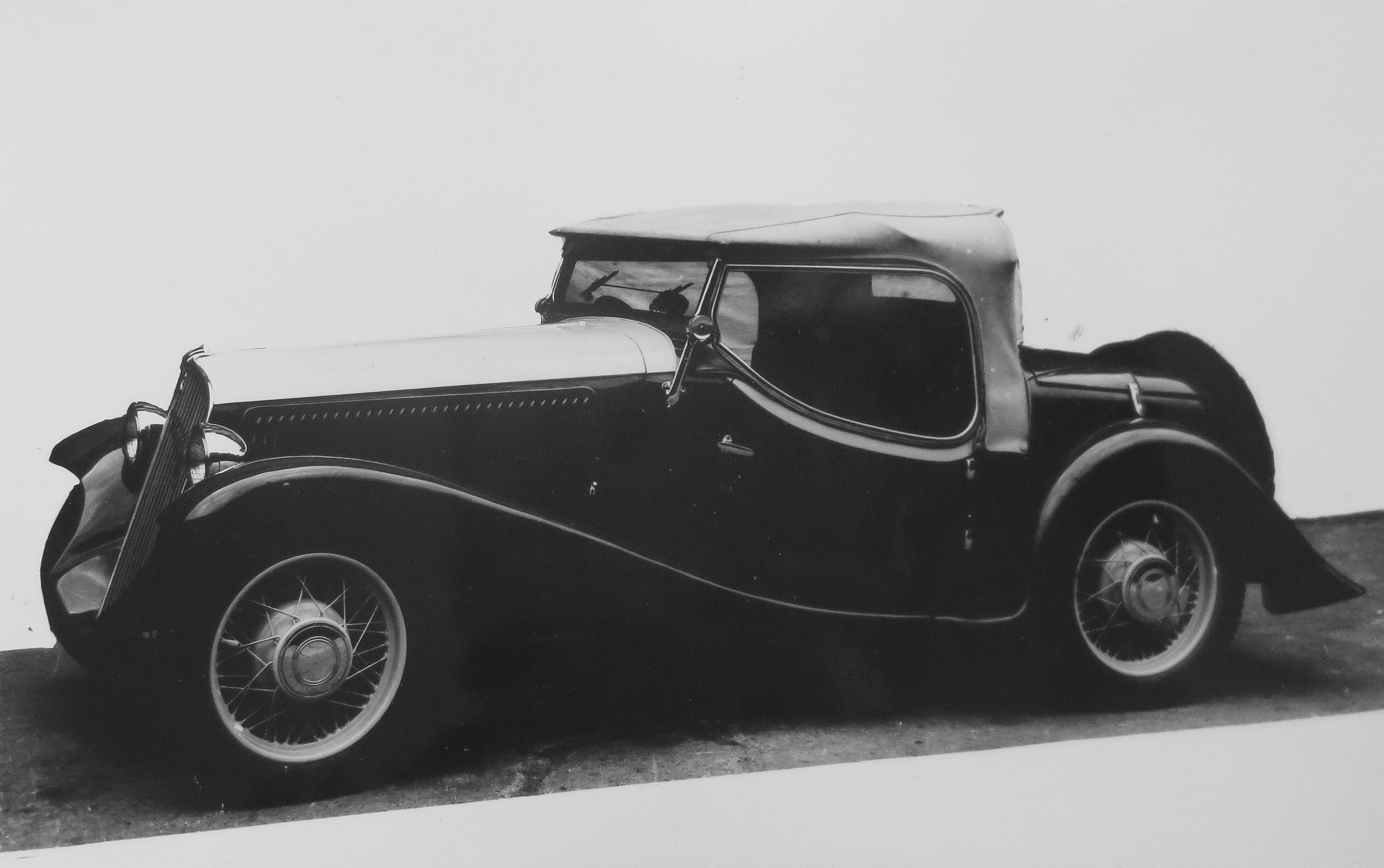
Walter Junior SS (1934), karoserie Uhlík

## Podvozek a karoserie
Podvozek z cestovního Juniora zůstal v podstatě zachován. Obě nápravy tuhé – zadní hnaná. Na nízký obdélníkový rám s křížovou výztuhou byla posazena dvousedadlová sportovní karoserie (roadster). Pérování na podélných půleliptických pérech s kapalinovými tlumiči. Chladič (stejně jako u Walter Junior S) byl dopředu prodloužen šikmou, špičatou maskou a tento styl harmonicky doplňovaly profilované blatníky, které byly protažené téměř za úroveň sedadel. Hydraulické brzdy působily na všechna čtyři drátová kola Rudge & Whitworth o rozměru 4,50x17" a kola měla přírubu se čtyřmi šrouby. Karoserie byla pouze dvoumístná s poněkud odstupňovanými sedadly. Zcela sklopné přední sklo bylo při jízdě bylo sklopeno šikmo vzad a bylo vyrobeno z netříštivého skla. Silně vykrojená dvířka podtrhovala sportovní charakter tzv. styl „elbow out“ (loket venku), který převládal dlouhá léta ve stavbě sportovních automobilů.
Vůz měl rozvor 2250 mm, rozchod kol vpředu i vzadu 1200 mm. Hmotnost v pohotovostním stavu bez zatížení a bez hmotnosti posádky – 620 kg, celková hmotnost 765 kg. Samotný podvozek vážil pouhých 380 kg. Zásluhou velmi tuhého rámu uprostřed s výztuhou ve tvaru X měl vůz i jako roadster vynikající jízdní vlastnosti, které jej přímo předurčovaly pro automobilový sport. Benzinová nádrž (65 l) se ve sportovní verzi přesunula z motorového prostoru do zadní části vozu za sedadly spolu s náhradní kolem. V závodní variantě měl vůz čtyřstupňovou převodovku se synchronizací 3. a 4. stupně a původní mechanická provozní brzda byla nahrazena hydraulickou.

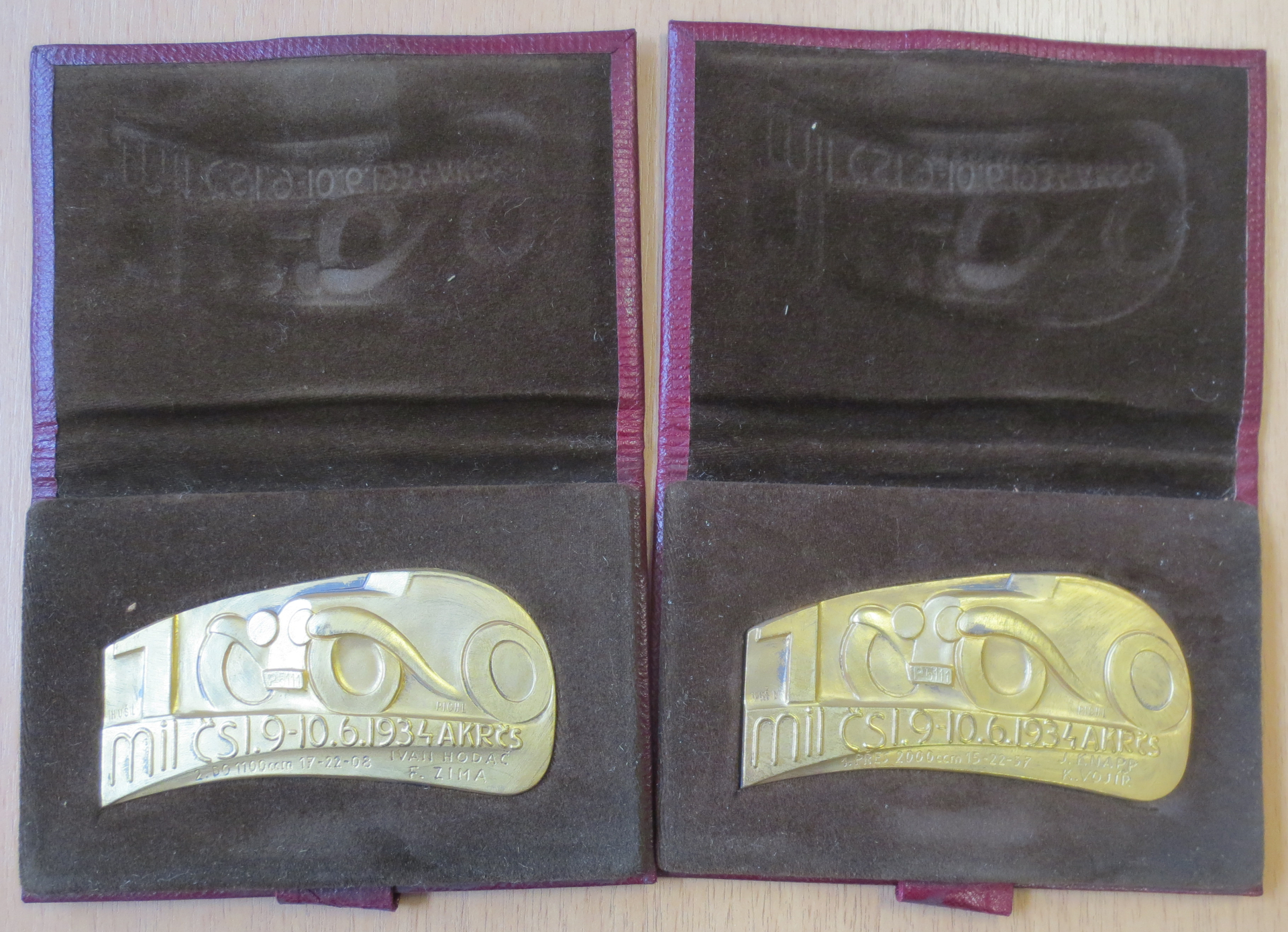
Medaile z 1000 mil Československých 1934 pro Walter Standard S (Knapp-Vojíř) a Walter Junior SS (Hodáč-Zima)

Na karoserii došlo k jediné viditelné změně. Zadní část byla zbavena vertikálního křidélka a byla zaoblena s tupým ukončením jako u současně vyrobeného typu Walter Standard S (1934). Na zádi byla umístěna až 2 náhradní kola. Skládací střecha byla zapuštěna do karoserie za dvojsedadlem. Model Walter Junior SS byl též individuálně karosován např. firmou Oldřicha Uhlíka, karosáře z Prahy-Strašnic. Tyto speciálně karosované vozy měly zavěšení dvířek vzadu, zatímco tovární stroje vepředu a více zkosenou zadní část. Nejběžnější provedení tohoto vozu byl roadster, ale bylo postaveno i dvoudvéřové, dvoumístné kupé s pevnou střechou (někdy označované jako tudor).

## Sportovní úspěchy
Walter Junior SS byl velmi úspěšný v letech 1934–1938 na závodních tratích, především na závodních okruzích a v soutěžích. Továrna v době konjunktury angažovala mladé, nadějné závodníky: Ivana Hodáče (zvaný "Bibišek"), Mirko Sochora, ing. Jaroslava Hausmana atd. Mimo níže uvedených tratí se tovární jezdci objevili i na Zlínské osmě spolehlivosti (13. května 1934), Napříč Šumavou (17. června 1934), v pražském závodě do vrchu Jenerálka (28. dubna 1935), na Brandýském okruhu (17. srpna 1936) a na Zdibském okruhu (25. dubna 1937) atd.
- 1000 mil československých (1934–1935)

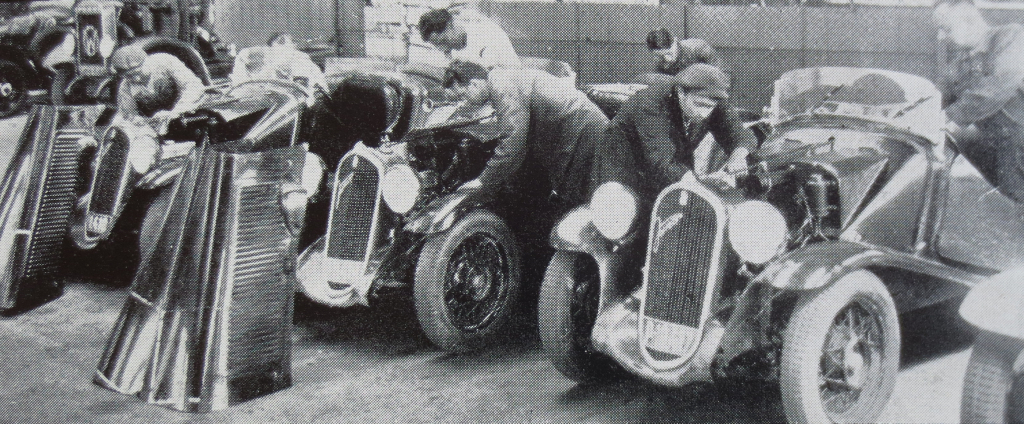
Walter Junior SS, příprava na 1000 mil československých (1934)

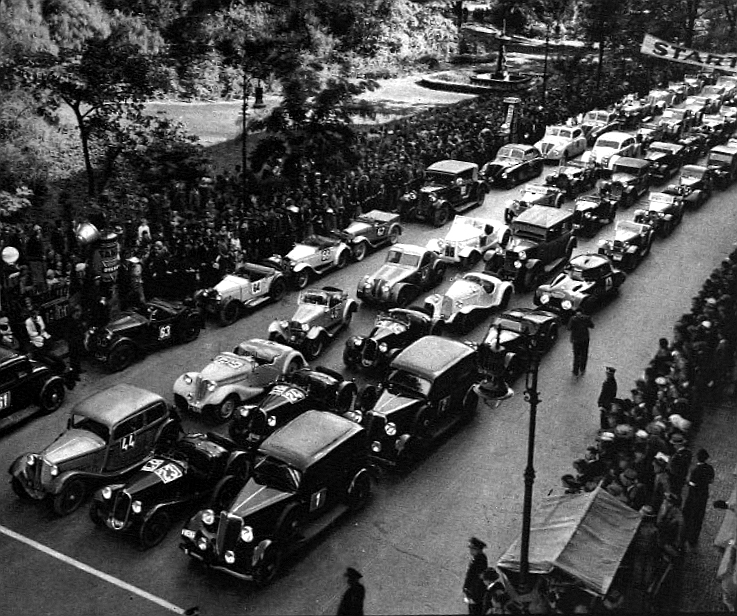
Walter Junior SS, start 1000 mil československých (1934), uprostřed st. č. 23-25

V roce 1934 do II. ročníku závodu, konaného 9. a 10. června, který tradičně pořádal Autoklub Republiky Československé, nasadila továrna Walter 2 týmy, které byly složeny z továrních jezdců (st. č. 23-25) a z amatérských závodníků (st. č. 20-22), celkem 8 Juniorů SS. Startovaly ve třídě do 1100 cm³. Firmou Walter byla vypsána speciální finanční odměna pro vítězný vůz. V samotném závodě zvítězil jinonický Jindřich Knapp, ale s vozem Walter Standard S. Smečce Juniorů SS se nepodařilo v jednotlivcích zvítězit ani ve třídě do 1100 cm³ a ani v týmech, byť o jediný bod. V té zvítězil konkurenční vůz Z4 Sport s Josefem Mamulou za volantem z brněnské Zbrojovky. Ta připravila čtyři uzavřené speciální aerodynamické hliníkové dvoumístné vozy s karoserií kupé a jeden otevřený roadster na zkráceném podvozku Z4. Jako první z Juniorů SS dojela do cíle posádka st. č. 23 Ivan Hodáč-František Zima (2. místo ve třídě, 6. místo absolutně) v čase 17:28:08 hod., čímž dosáhl průměrné rychlosti 92 km/h. Závodníci obou týmů vč. 2 samostatných posádek (celkem 8 vozů) dojeli do cíle před budovu Autoklubu v Opletalově ulice (tehdy Lützowově) a závody dokončili. Z dalších vozů Walter Junior SS v cíli jmenujme alespoň 4. místo ve třídě, které obsadili Mirko Sochor-Metoděj Vychodil (st. č. 25), 5. místo "amatéři" Leo Sabat-V. Paur (st. č. 20), 7. místo ing. Jaroslav Hausman-ing. J.Tachecí (st. č. 24) atd. V Dámském poháru zvítězila "amatérská" posádka st. č. 26 "Fan"-"H.R." (Jiřina Zavřelová) a získala cenu firmy Baťa, v třídě do 1100 cm³ obě dámy obsadily 15. místo.

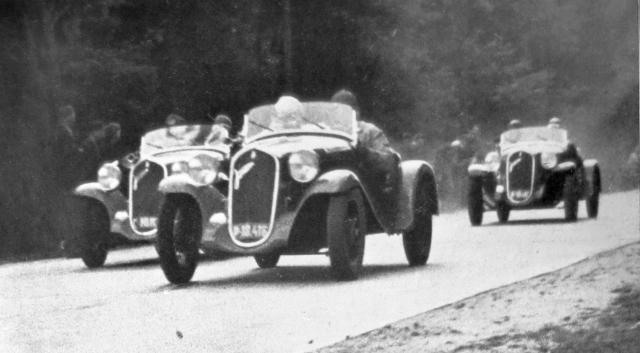
Walter Juniory SS na trati 1000 mil československých (Bulletin Walter, No. 6, 1934)

O rok později, III. ročník závodu 1000 mil československých, konaný 15. a 16. června 1935, vyhrál celkově Jan Kubíček s vozem Bugatti 35B z roku 1927, ale s motorem Ford (osmiválec do V). V dalších kategoriích zvítězili Renzo Cantoni (Lancia, kat. do 1500 cm³), Ruggero Minio s vozem Fiat 508 Balilla (kat. do 1100 cm³) a Jaroslav Kaiser s vozem Jawa 750 Sport (do 750 cm³). V tomto ročníku startovali na Juniorech SS František Kůrka a Jaroslav Jindra. Závod byl poznamenám tragickou nehodou před Velkým Meziříčím jezdce Františka Kůrky (Walter Junior SS, st. č. 56), spolujezdec Trnka naštěstí vyvázl z nehody téměř bez úrazu. Kůrka byl dopraven do městské nemocnice, ale v pozdních večerních hodinách svému zranění podlehl (zlomenina spodiny lebeční). František Kůrka byl pohřben na pražském hřbitově Malvazinky, kde je mj. pohřben i Josef Walter. Druhá startující posádka na Walter Junior SS Jaroslav Jindra ("Jindra")-Kerwitzer z Brna (st. č. 44) závod nedokončila pro poruchu motoru u Čáslavi. Do závodu byl přihlášen i Ivan Hodáč se spolujezdcem Kühnem na Walteru Junior SS (st. č. 41), ale na startu se z neznámých důvodů neobjevil. Závod byl poznamenán několika tragickými nehodami (Kůrka, Turek/Slavíková) a prezident Masaryk odmítl podporovat podnik, kde umírají lidé. I z tohoto důvodu se jel tento závod v roce 1935 naposledy.
- Krakonošův okruh (1934–1938)

Podkrkonoší bylo oblastí, kde se motoristickému sportu dařilo již v jeho samotných počátcích. Žilo zde mnoho nadšenců ochotných a schopných pořádat různé závody a soutěže. Mezi závody, které v tomto regionu spatřily světlo světa, byl ve 30. letech 20. století i Krakonošův okruh. Závodům běžně přihlíželo běžně přes 15 000 diváků. Krakonošův okruh, po závodech na Masarykově okruhu a po 1000 mílích, byl 3. nejvýznamnější okruhový podnik v meziválečném Československu. První tři ročníky (1933-1935) závodu se jely na okruhu, který měřil na současné poměry neuvěřitelných 34 km. Závod se jel na 10 okruhů tzn. na úctyhodných 340 km. Start a cíl byly ve Staré Pace, odtud vedla trať do Nové Paky, Vidochova, Horek u Staré Paky, Studence, Martinic, dále pak přes Jilemnici, Roztoky u Jilemnice a Karlov zpět do Staré Paky.
V II. ročníku závodu, který se konal 1. července 1934 a byl v 6 hodin ráno zahájen státními hymnami, odveta za 1000 mil (1934) závodníkům na waltrováckých strojích vyšla. Absolutním vítězem závodu a vítězem třídy sportovních vozů do 1100 cm³ se stal Mirko Sochor (Walter Junior SS), který absolvoval závod v čase 3:47:07 hod. průměrnou rychlostí 89,8 km/hod. Na 3. místě na Waltru dojel Materna, který t.r. získal mj. na Concourse d'Elegance v Luhačovicích stříbrnou plaketu). Ivan Hodáč i ing. Jaroslav Hausman na stejných vozech nedojeli, Hodáč pro poruchu stroje a Hausman, který do 4. kola jezdil na vedoucí pozici, pro nebezpečnou havárii v 5. kole, kdy úplně rozbil svůj stroj. Hausmana mohlo těšit dosažené nejrychlejší kolo závodu, ve kterém dosáhl času 21:36 min. a průměrné rychlosti 94,4 km/h.

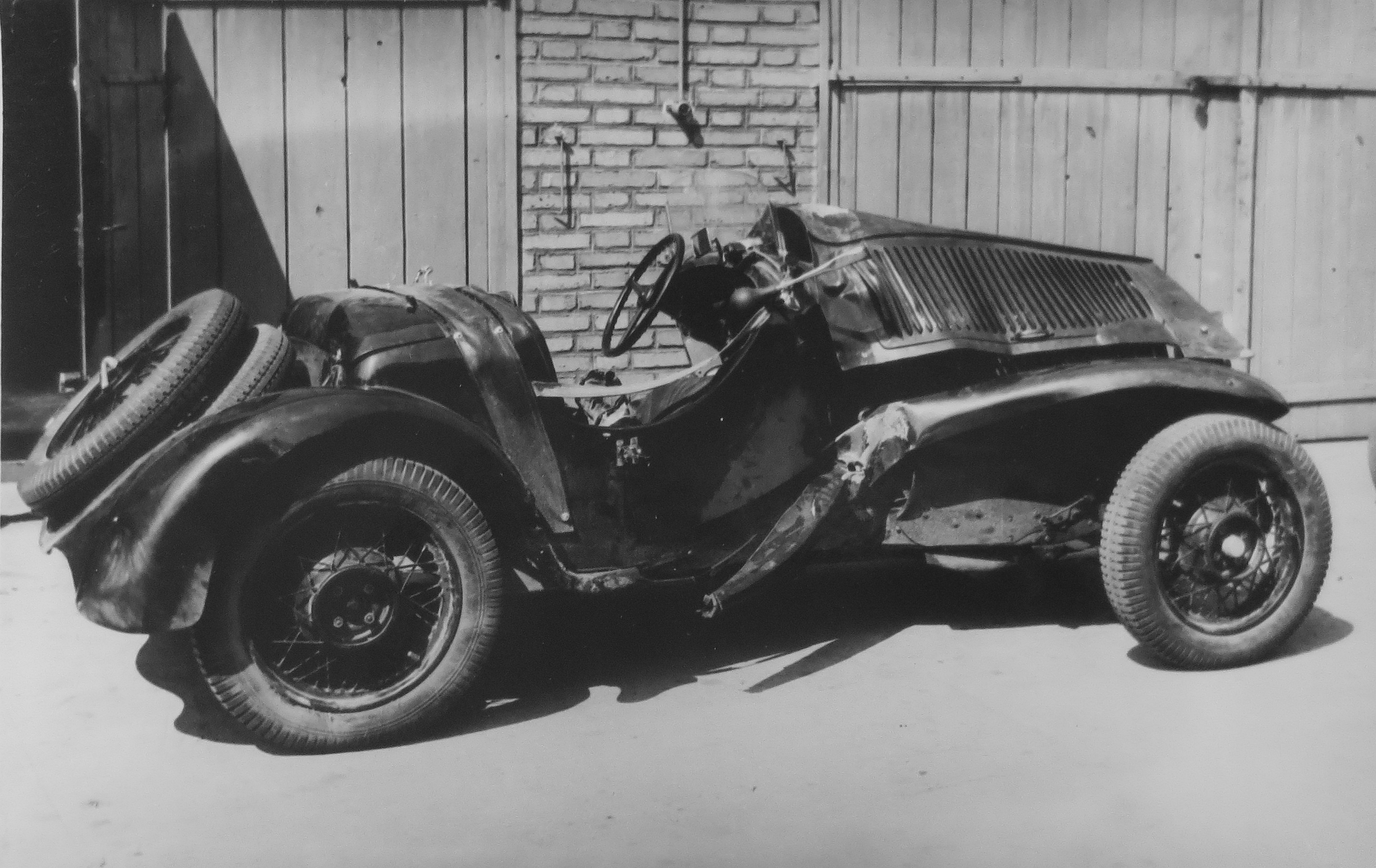
Walter Junior SS, havarovaný vůz ing. Hausmana z Krakonošova okruhu (1934)

Od roku 1936 byl okruh zkrácen na 22 km. Jelo se na 7 kol, tzn. závod měřil 154 km. Ve IV. ročníku konaném 9. srpna 1936 zvítězil v absolutním pořadí Antonín Vitvar (Jawa 750) v čase 1:42:07,5 hod. Za ním na 2. místě a jako vítěz třídy do 1100 cm³ dojel Jaroslav Kříž (Walter Junior SS) v čase 1:44:57,3 hod. před Vlašínem a Formánkem na "zetkách". Zvláště Vlašín na Kříže několikrát nebezpečně zaútočil, ale ten svoji pozici uhájil. Závod konaný 1. srpna 1937 (V. ročník) se jel jenom na 5 kol, tzn. závod měřil 110 km. Všechny kubatury byly hodnoceny zvlášť pro závod seniorů a juniorů, tedy začínajících jezdců. V závodě juniorů do 1100 cm³ zvítězil „Jiří“ (dr. Kraus na Walter Junior SS) v čase 1:20:00,5 hod. Závod sledovalo rekordních 18000 diváků.

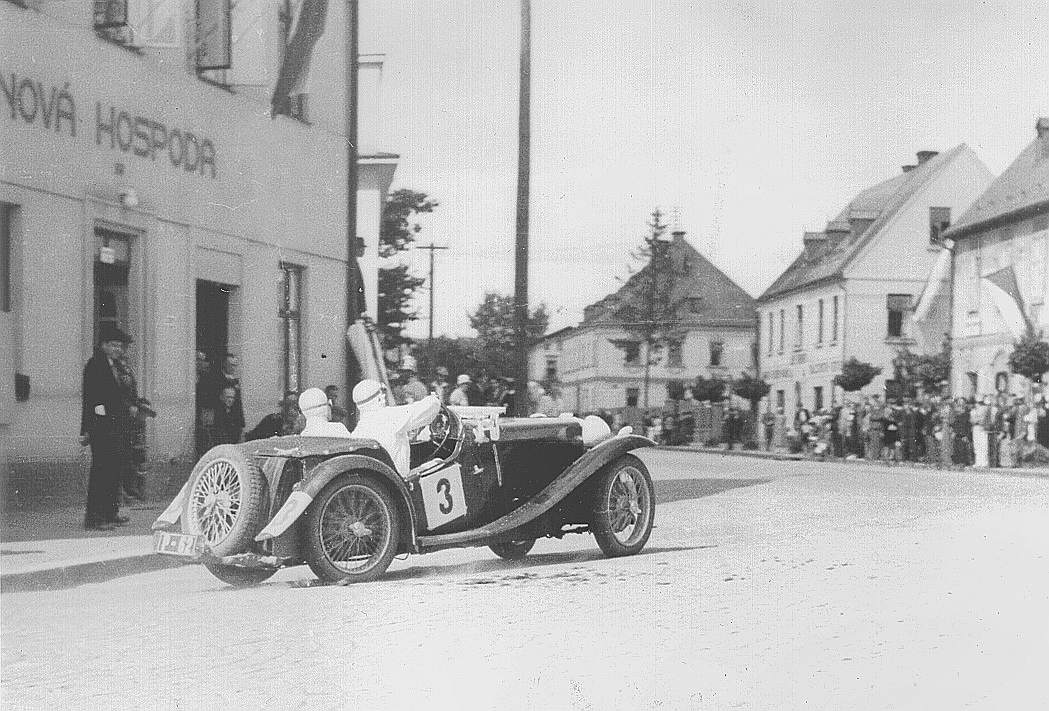
Walter Junior SS, Krakonošův okruh 1938, vítěz Jaroslav Kubeš

V posledním ročníku tohoto závodu (VI. ročník, 31. července 1938) zvítězil mezi juniory do 1100 cm³ Jaroslav Kubeš na Walter Junior SS v čase 1:20:52,3 hod. Vítězství Jaroslava Kubeše z roku 1938 můžeme označit za poslední větší úspěch vozu Walter Junior SS a v podstatě i za poslední vítězství automobilu Walter na závodních tratích. Příchodem II. světové války v roce 1939 zanikl i Krakonošův okruh. Přestože v pozdějších dobách byly pokusy o jeho obnovení, nikdy již nedošlo k jejich realizaci.
- Okruh v Telči - Mezi dvěma branami (1934)

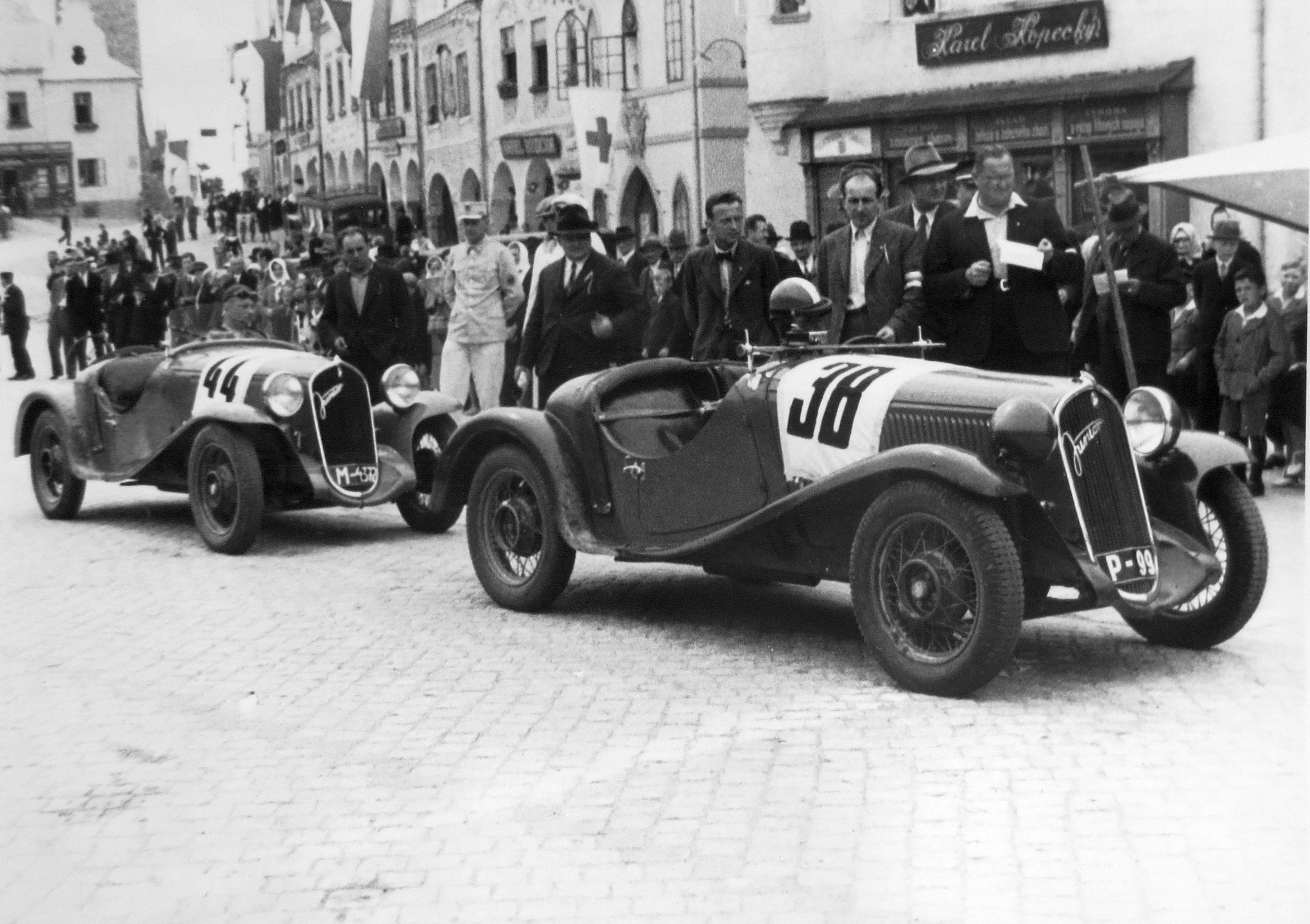
Walter Junior SS, Ivan Hodáč (P-99) a Boh. Fišer (M-4372) na startu v Telči (1934)

Na okruhu u Telče se 12. srpna 1934 uskutečnil I. ročník Auto-moto soutěže. Závod se jel na 8 kol (167,2 km), jeden okruh měřil 20,9 km a vedl po trase Telč - Krahulčí - Mrákotín - Olší - Mysletice - Horní Myslová - Telč. V kategorii automobilů se startovalo v časových intervalech a nejednalo se tedy o závod s hromadným startem, ale o soutěžní jízdu na čas, podobnou závodům do vrchu. Závod se jel navíc podle zvláštní formule. Podmínkou bylo, že průměr docílený v celém závodě musí být lepší než průměr dosažený v 1. kole. Taktické tedy bylo nejet 1. kolo co nejrychleji, nýbrž — jak se na turfu říká — zadrženě a ponechat si rezervu rychlosti do dalších kol. To mělo vliv na průměry, a bylo to osudné těm, kteří ihned od startu nasadili ostré tempo, později však na mokré dráze (od 3. kola začalo pršet) museli zpomalit. Ivan Hodáč (st. č 38, SPZ P-99) na Waltru Junior SS docílil sice nejlepšího času dne 2:10:19 hod (průměrná rychlost 82,7 km/h), ale protože průměr jeho celého závodu byl horší než příliš rychle zajeté 1. kolo, nemohl být dle propozic klasifikován. Na stejnou klauzuli doplatil i B. Fišer z Brna (SPZ M-4372), původně v závodě do 1100 cm³, na 4. místě, avšak i on byl diskvalifikován. Útěchou pro továrnu Walter v tomto závodě mohlo být vítězství v kategorii do 1500 cm³, v níž na voze Walter Bijou zvítězil soukromý jezdec L. Grus z Mrákotína.

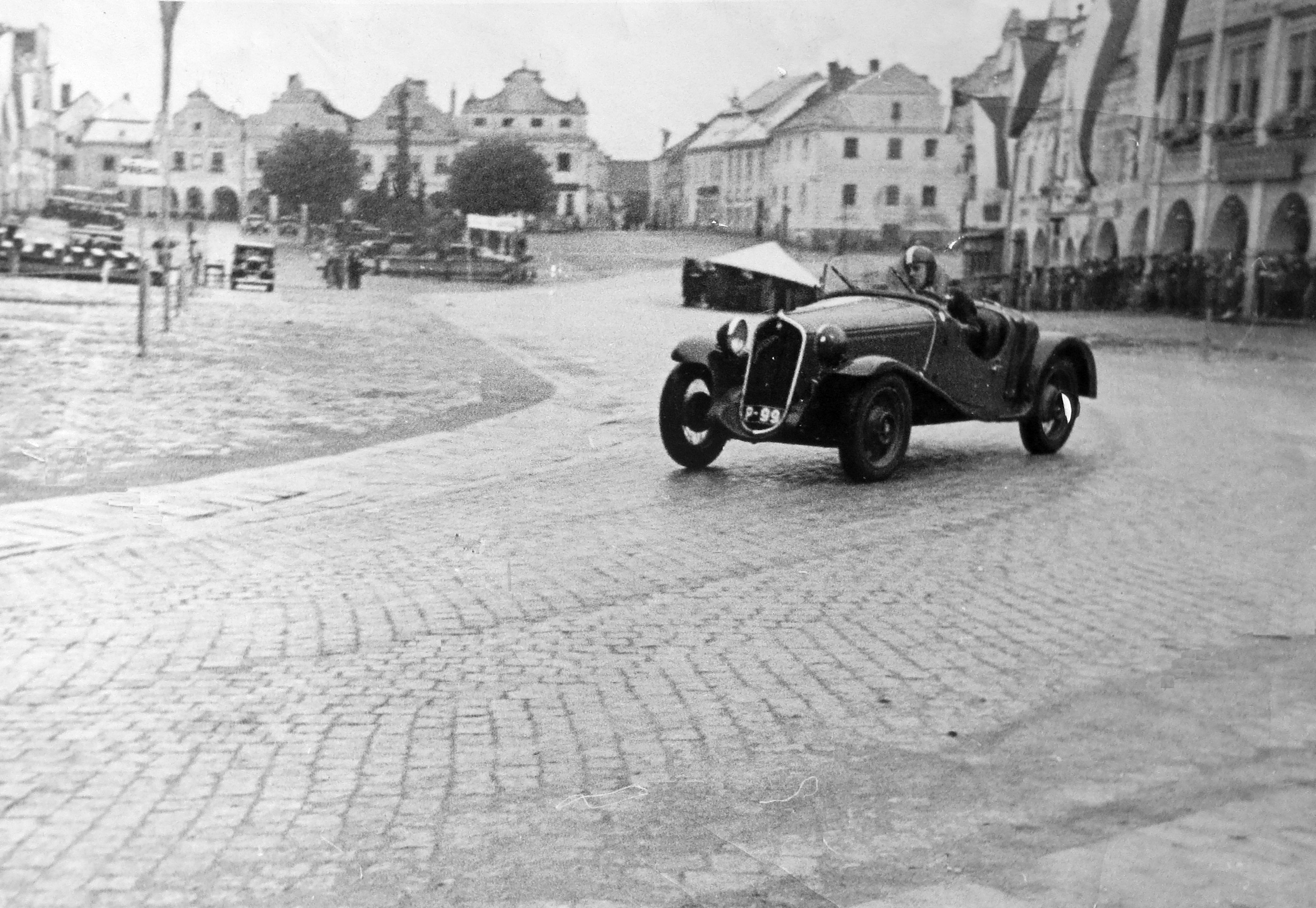
Ivan Hodáč na Junioru SS již za deště (Telč 1934)

V pozdějších letech se jezdil tento závod jako městský okruh Mezi dvěma branami. Šlo o kompromis, při kterém se sice závod mohl jet přímo ve městě, kde se očekávalo hodně diváků, ale vzhledem k šířce trati a alespoň částečnému zachování bezpečnosti, se jelo jednotlivě. Závod Mezi dvěma branami byl v roce 2014 obnoven jako závod automobilů vyrobených před rokem 1939. Tohoto obnoveného podniku se zúčastňuje i Marek Novotný s Juniorem SS ve verzi s motorem 1057 cm³.
- Lochotínský okruh (1934–1937)

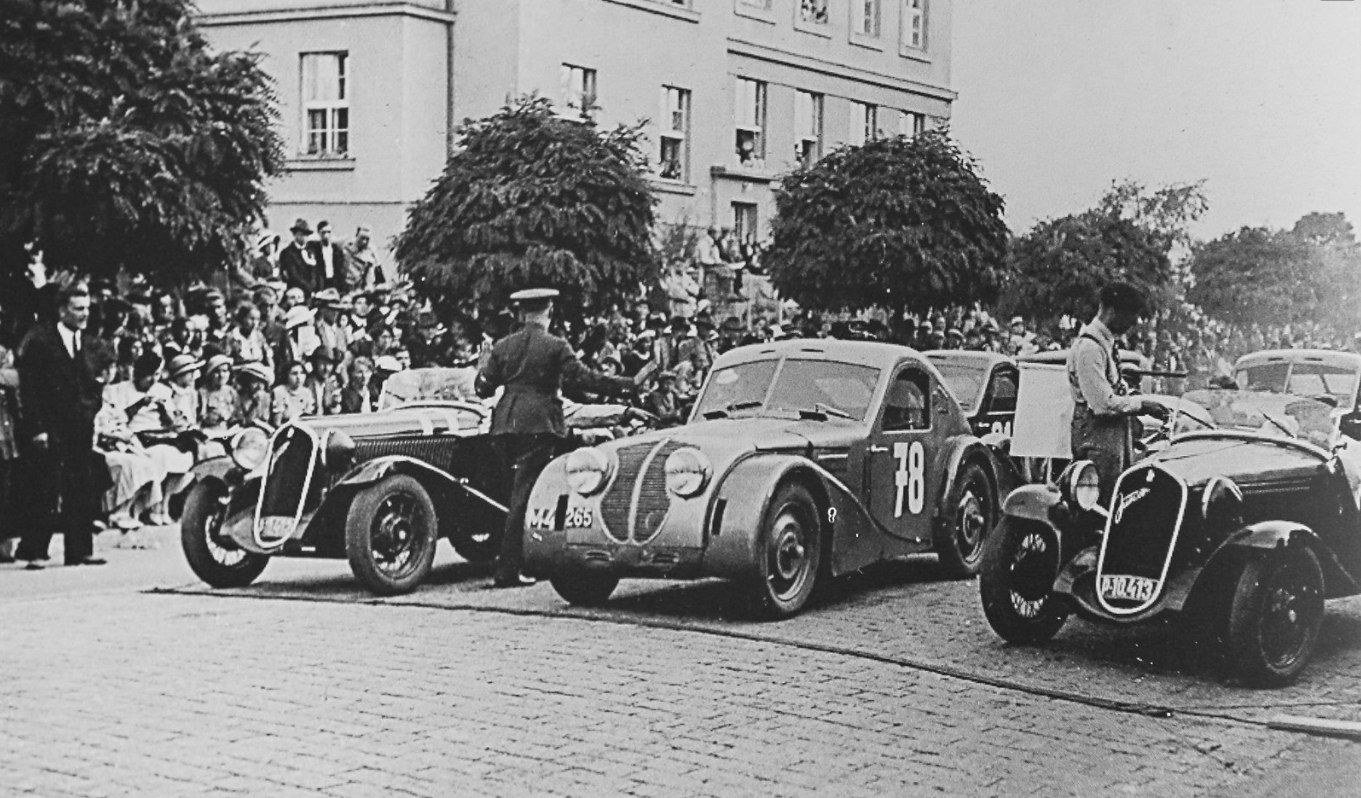
Walter Junior SS, Lochotínský okruh (1934), v první řadě Z4 Sport "obklíčena" 2 Juniory SS

V období 1933–1955 se konalo celkem 11 ročníků pro motocykly a 5 z nich i pro automobily (1934–1938). Závody pořádala plzeňská skupiny Ligy čsl. motoristů a automobily startovaly poprvé v roce 1934 (II. ročník, 26. srpna), kdy byla i platforma Lochotína použita jako další místo odvety Walter Junior SS a Z 4 Sport za závod 1000 mil československých. Okruh se nacházel na severním okraji města, ve čtvrti Lochotín a přilehlých obcích Zavadilka, Bolevec a Košutka. Okruh měl délku 4,3 km, převýšení 46 metrů a měl tři různé povrchy (dlažba, asfalt a částečně prašný povrch). Ke startu II. ročníku (na 10 kol, tj. 43 km) v Lochotíně se sjelo 11 automobilů a byli opět oba rivalové tohoto roku: Walter Junior SS a Z 4 Sport a opět zvítězil brněnský tým na Zetkách Z 4 Sport "1000 mil" s Vlašínem na 1. místě. Po odpadnutí Ivana Hodáče ve 3. kole pro poruchu spojky, čest jinonické továrny zachraňovali Jaroslav Manda 2. místem a místní "matador" Leo Sabat 3. místem. Amatérský závodník Leo Sabat, zástupce automobilek Walter a Fiat v Plzni, se pro svůj původ stal jednou z obětí holocaustu. Stříbrný pohár pro nejrychlejšího jezdce automobilů, který nezískal žádnou z vypsaných cen a použil při závodu akumulátor zn. BS (Bratři Svobodové), získal Boh. Fišer z Brna. V závodě na Walter Junioru SS obsadil 6. místo.
I ve III. ročníku (23. června 1935) byl na startu Ivan Hodáč (Walter Junior SS) a obsadil 2. místo ve třídě sportovních vozů do 1100 cm³ v čase 44:55,1 min, i když jej "zpomalila" kolize se Zetkou Z 4 Karla Vlašína, který dojel třetí. V této třídě zvítězil Jiří Pohl na voze anglickém MG s kompresorem. Proti Pohlově kompresoru někteří jezdci této třídy vznášeli protesty, ale dr. Vítězslav Kumpera (za pořadatele tj. Ligu čs. motoristů) je odmítl s tím, že propozice použití kompresoru nezakazovaly. Junior SS s Ivanem Hodáčem za volantem byl nejrychlejším automobilem čs. výroby v závodě a získal Cenu městské rady plzeňské za nejlepší čas vozu čs. výroby do 1500 cm³. Jako pátý v této třídě dojel Chudoba, rovněž na Walter Junior SS. Závod v tomto ročníku byl prodloužen na 15 kol, tj. na 64,5 km. V absolutním pořadí zvítězil Kubíček na Bugatti (sportovní vozy přes 1500 cm³). Většinu závodu sice vedl Zdeněk Pohl, ale v 9. kole vzdal pro poruchu zapalování. A konečně 30. srpna 1937 (V. ročník) ve třídě sportovních vozů do 1100 cm³ obsadil Jaroslav Horák na Walter Junior SS v čase 44:28,1 min. 2. místo (průměrná rychlost 87,03 km/h), když zaostal za dr. Vladimírem Pohoreckým (Salmson) o 11 vteřin. V závodě startoval i "Jiří" (dr. Kraus), který však v 6. kole odpadl ze 3. místa.
- Masarykův okruh (1934)

V 5. ročníku Velké ceny Masarykovy (1934) na brněnském okruhu startoval ve slabší kategorii do 1500 cm³ (Voiturette) s Walter Junior SS Rudolf Manoušek. I tento závod byl poznamenám tragickou nehodou. První oběť na životě si vyžádal Masarykův okruh 28. září 1934 – v ranních hodinách při neoficiálním pátečním tréninku zahynul v zatáčce u Ostrovačic slovenský jezdec Josef Brázdil v troskách svého nového vozu Maserati 6C-34. V samotném závodě, konaném v neděli 30. září za přítomnosti 150 000 diváků, zvítězil Němec Hans Stuck na voze Auto Union před italskými jezdci Luigim Fagiolim (Mercedes Benz) a Taziem Nuvolarim (Maserati). Slabší kategorii vyhrál pozdější první mistr světa formule 1 (1950), Ital dr. Emilio Giuseppe „Nino“ Farina na Maserati 4CM. Rudolfu Manouškovi na Junioru SS se nepodařilo zopakovat úspěšná vystoupení Knappa z minulých let a závod nedojel pro havárii v 11. kole z 15 - v Kohoutovicích vůz rozbil, sám naštěstí zůstal nezraněn.
- Okruh Českobrodský (1934–1937)

Českobrodské okruhy se jezdily od roku 1934 do roku 1938. Při poměrně skromných cenách nebylo snadné získat těsně před červnovým závodem 1000 mil (1934-5) početnou řadu prvotřídních závodníků, avšak i tak se několika ročníků zúčastnili i jezdci na Walter Junior SS. V roce 1935 trasa závodu vedla z Českého Brodu do Tismic, Vrátkova, Kostelce nad Černými lesy, Krupé, Kleček a z Liblic zpět do Č. Brodu. Původní okruh měřil 26,3 km. V roce 1935 ve II. ročníku (5. května) Jaroslav Jindra obsadil 2. místo ve třídě do 1100 cm³ (na 6 kol, 157,8 km) za Elou Slavíkovou na Aeru 30.
Od roku 1937 byl okruh zkrácen na 7,65 km. Závod se konal poprvé na ideální betonové státní silnici s ostrou zatáčkou do Tismic. Tato silnice byla stavěna před válkou jako strategická, počítalo se, že dojde k válečnému konfliktu. Trať vedla z Českého Brodu do Tismic, Nové Vsi a zpět do Č. Brodu. V roce 1937 na IV. ročníku závodu vítězí na zkrácené trati (23. května, na 10 kol, 76,5 km) ve třídě 1100 cm³ do Jaroslav Horák v čase 53:05 min. v průměrné rychlosti 86,5 km/h a v juniorské kategorii, začínajících jezdců (na 5 kol, 38,25 km), prvá 2 místa obsazují "Jiří" (dr. Kraus) a František Štiller (všichni na Walter Junior SS). Nejvážnější úraz toho roku postihl nevinné diváky u rybníčka v Nové Vsi, kde v zatáčce závodnice Stejskalová na Walter Junior SS přerazila 6 silničních patníků. Odštěpek kamene zalétl až na druhý břeh rybníčku a zranil v kyčli 14letého chlapce Hromádku a vážně poranil osmiletého Bedřicha Jílka, jemuž přerazil klíční kost, žebro a snad natrhl i plíčky, psal dobový tisk. Závod Okruh českobrodský byl v roce 2002 obnoven jako závod veteránů.
- Velká Heinzova soutěž (1946)

Ještě po 2. světové válce se sporadicky objevovaly tyto vozy na prvních poválečných, sportovních podnicích. Počátkem července 1946 se např. jela třídenní Velká Heinzova soutěž a v třídě automobilů do 1100 ccm se na 5. místě umístila posádka ing. Jan Lamač a Jindřich Brůha na voze Walter Junior SS.

## Galerie

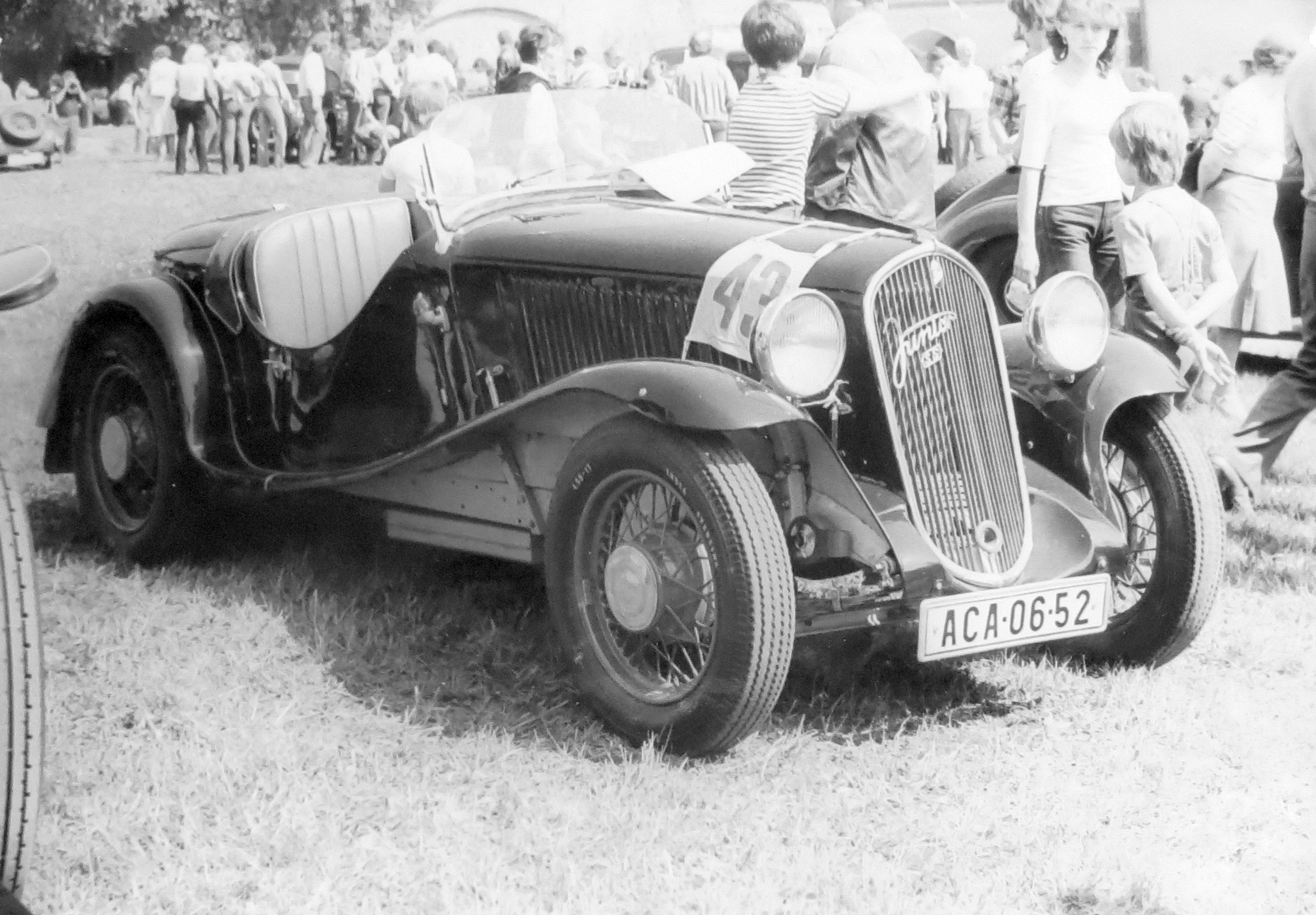
Walter Junior SS (1934), Roztoky 1982
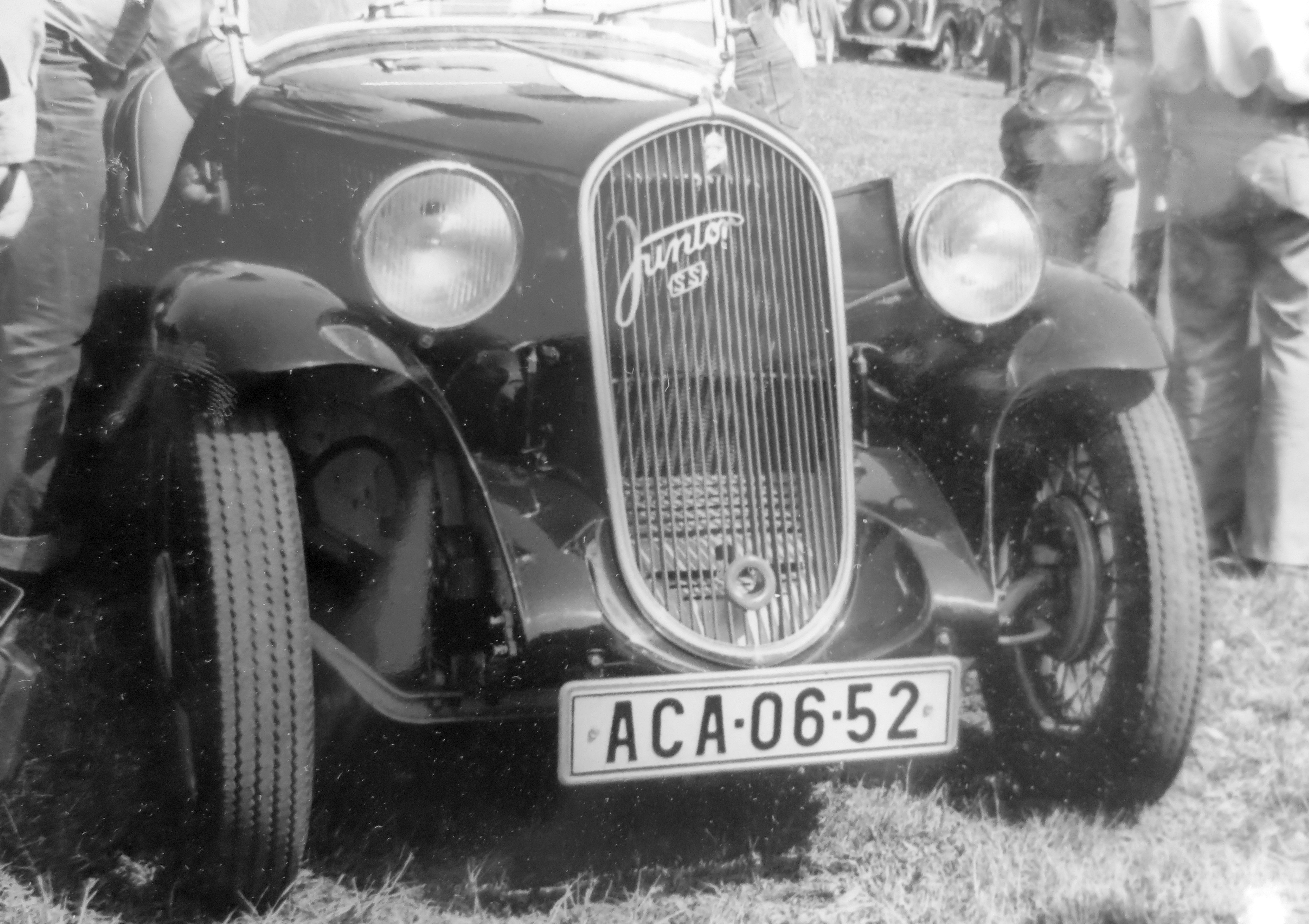
Walter Junior SS, Roztoky (1982)
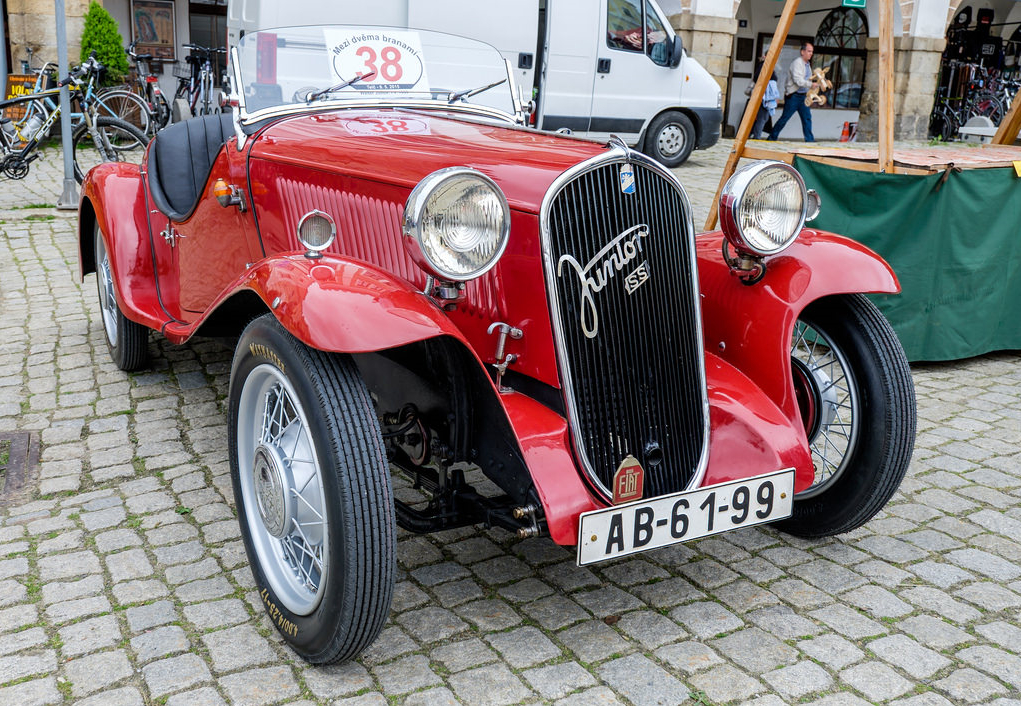
Walter Junior SS na veteránské akci Mezi dvěma branami 2017
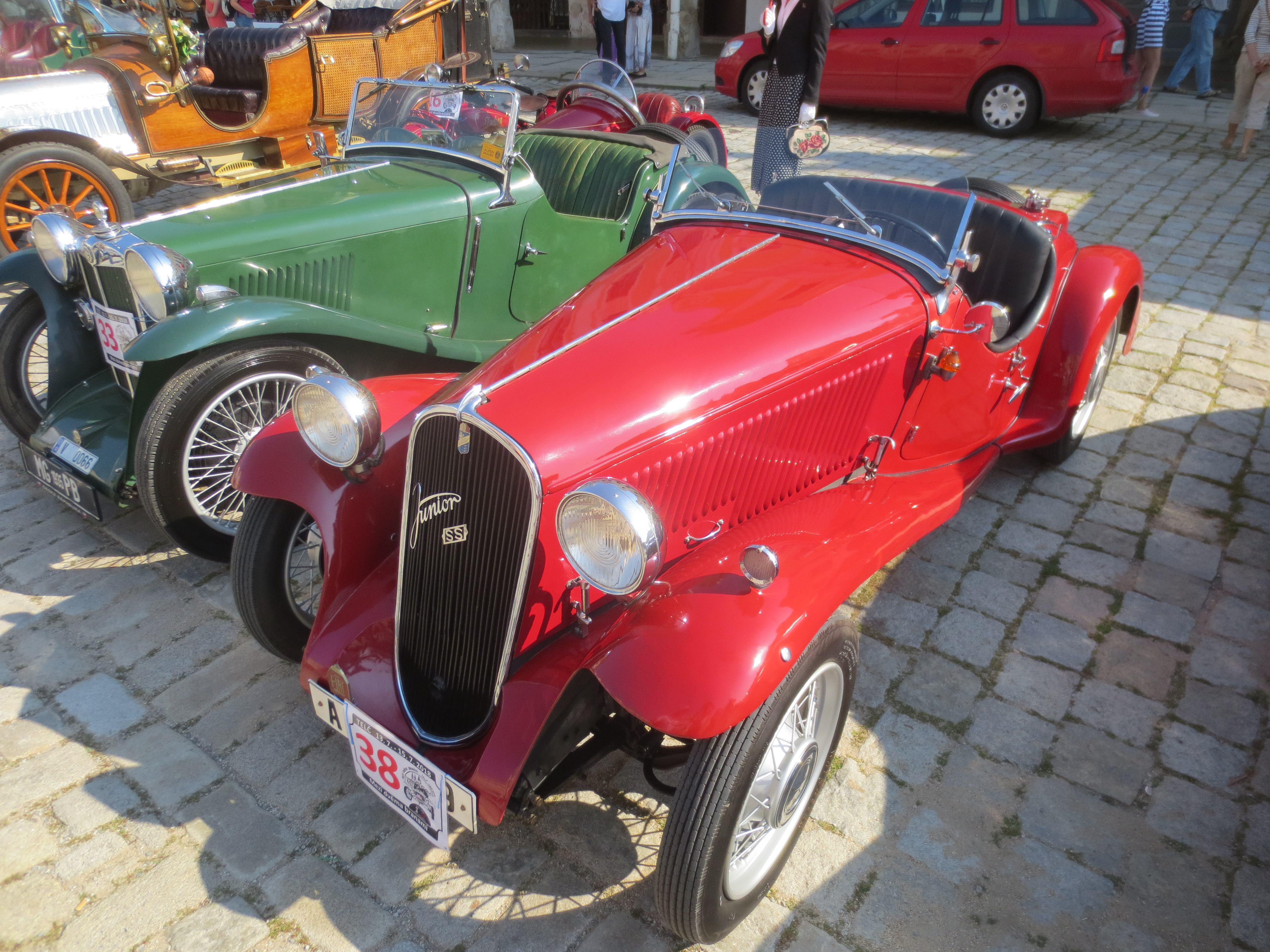
Walter Junior SS v Telči 2018
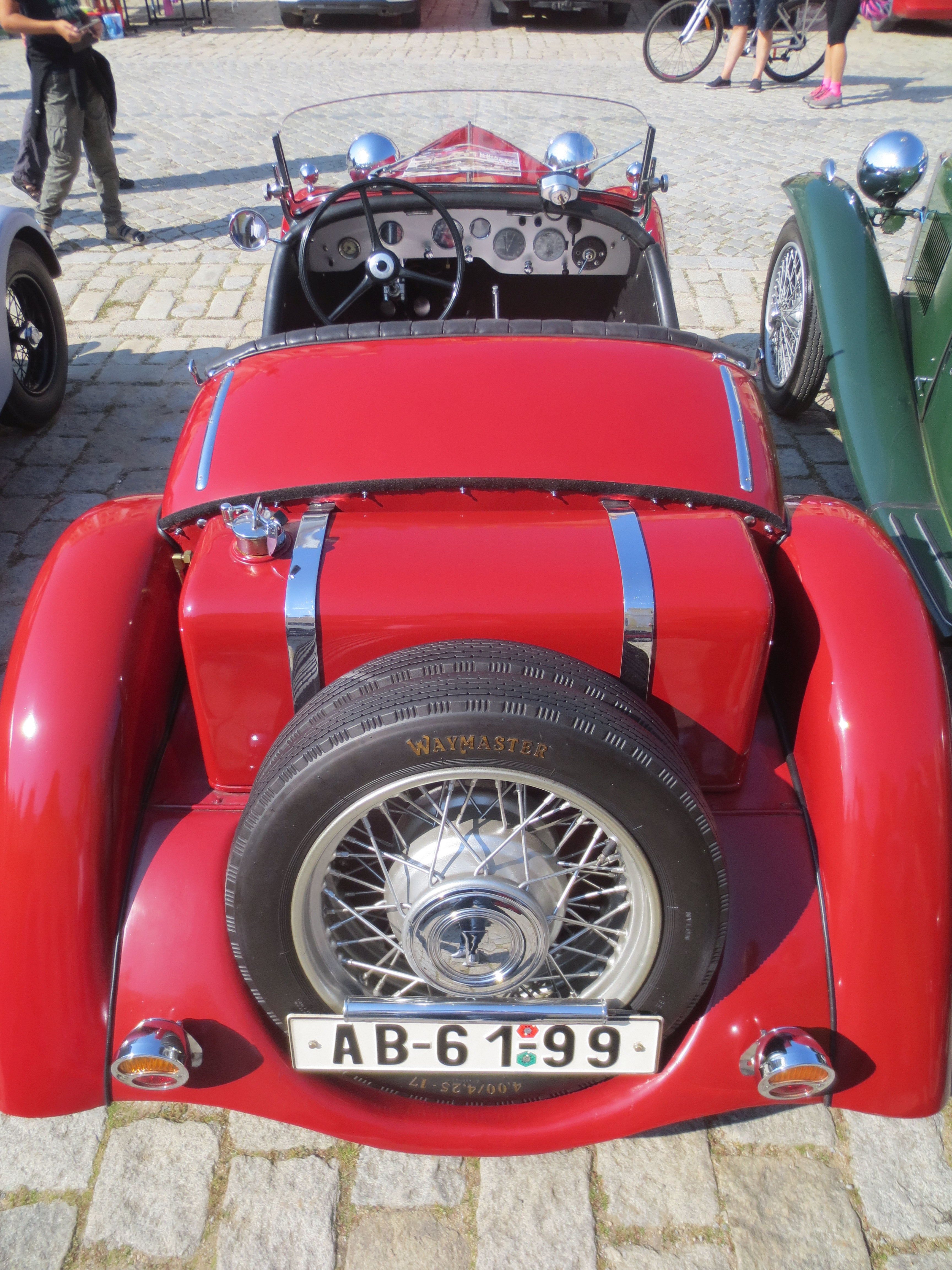
Walter Junior SS v Telči (2018)
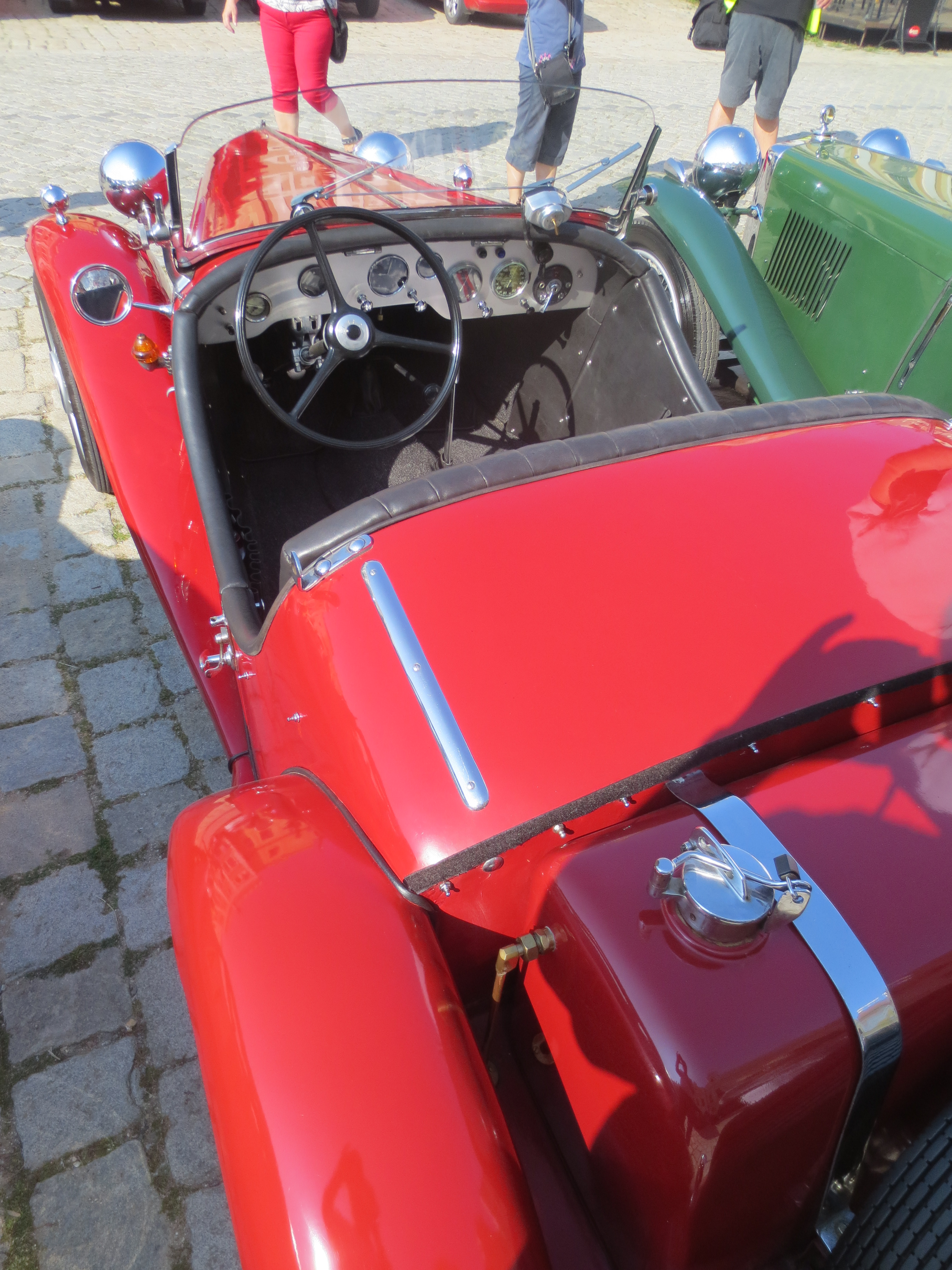
Walter Junior SS, kokpit vozu (Telč 2018)
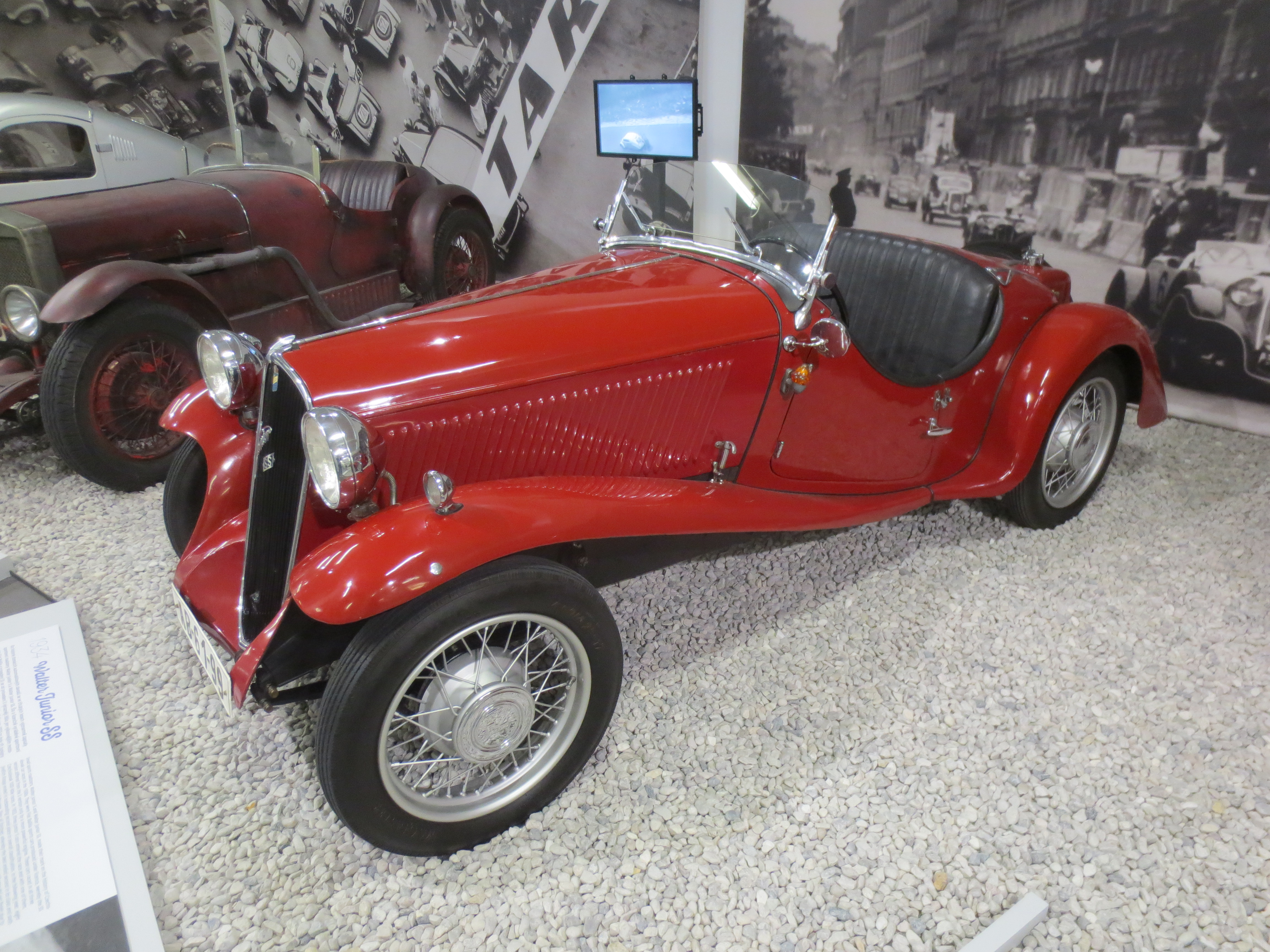
Walter Junior SS (NTM 2021)
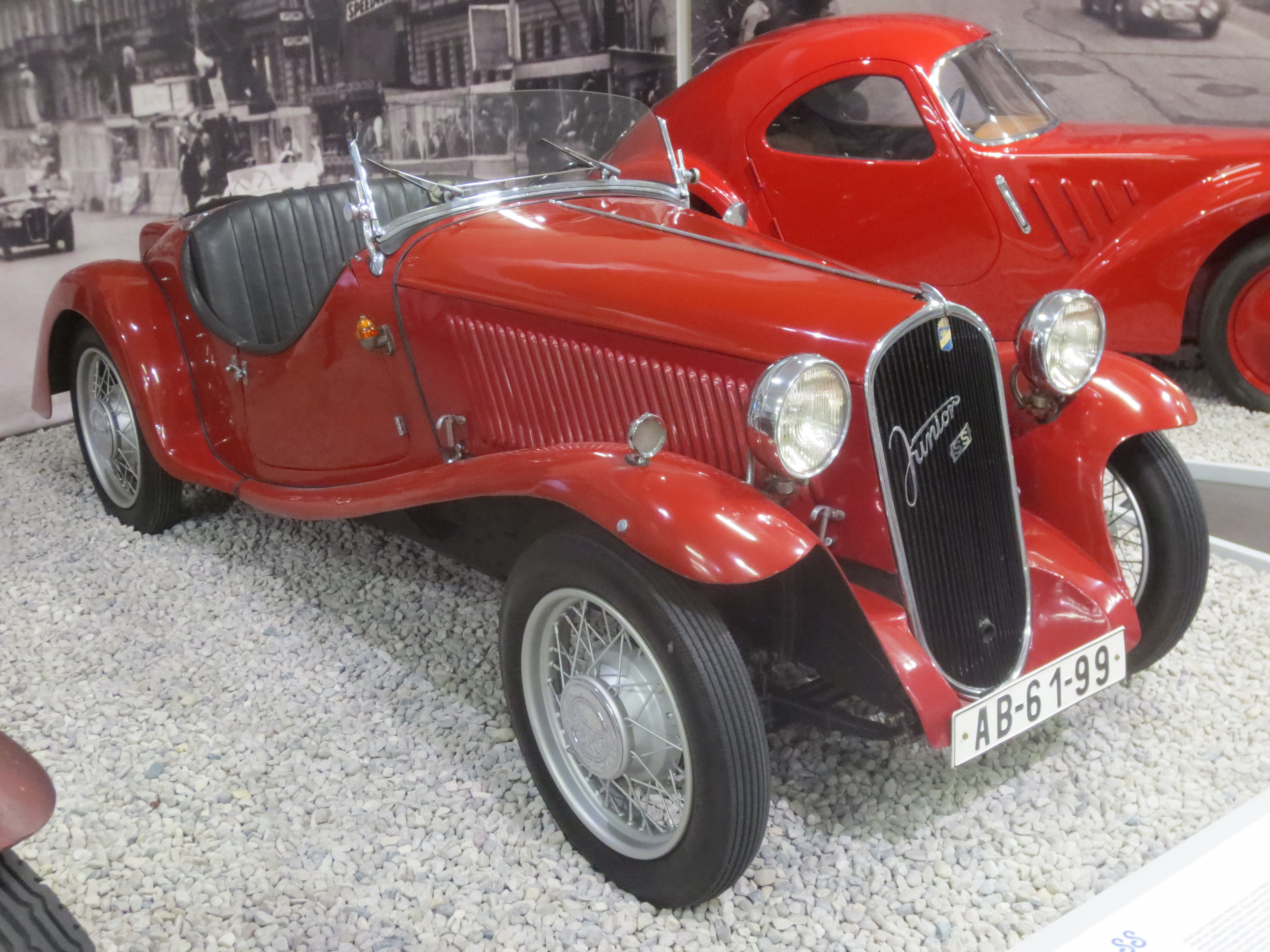
Walter Junior SS (Výstava Vavříny s vůní benzínu, NTM 2021)
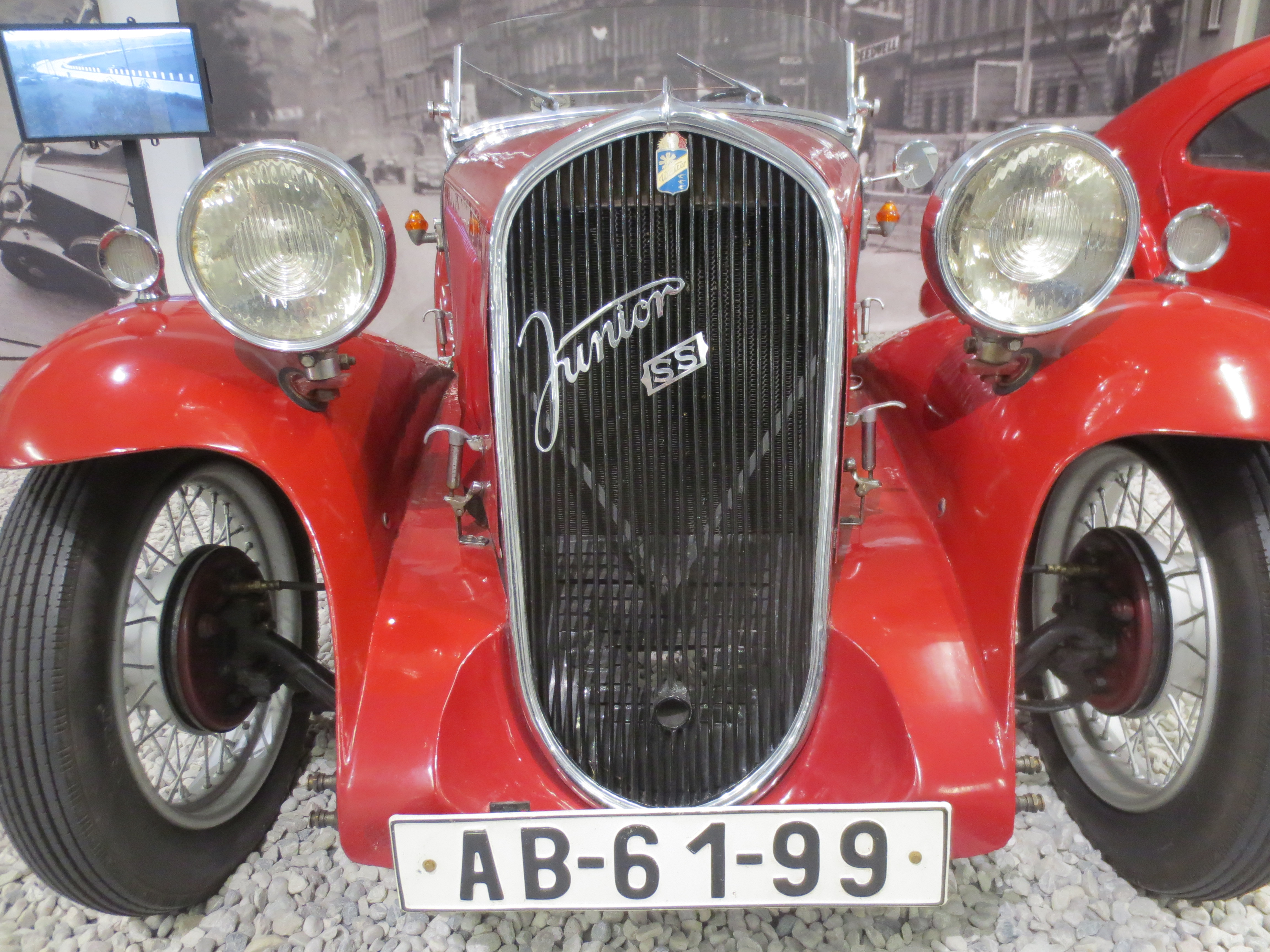
Walter Junior SS (čelní maska a přední náprava, NTM 2021)